# 痛快!三匹のご隠居
『痛快!三匹のご隠居』（つうかいさんびきのごいんきょ）は、1999年10月21日から12月16日にテレビ朝日系で毎週木曜日の19時から放映されたテレビ朝日、東映制作の連続時代劇。全9回。

## 概要
主君の仇討ちを果たすも同時に職を失い妻にも死なれた浪人、かつては凄腕の忍者だった薬売り、戦国時代高名な武将だった男。三人の老人が出会い・別れを繰り返しながらも旅先で起こった悪事を老人力で解決していく。
最終話にて三四郎と玄夢の意外な正体が明らかにされる。

## キャスト
- 関屋勘兵衛：里見浩太朗
- 雲隠れの玄夢：谷啓
- 乾三四郎：丹波哲郎
- お蝶：岩崎ひろみ（ナレーターも担当）

## スタッフ
- 企画：川田方寿（テレビ朝日）、杉崎保（東映）
- プロデューサー：陶山敬（テレビ朝日）、橋本新一、亀岡正人（東映）
- 脚本：野上龍雄（第1話、第8話）、塙五郎（第2話、第6話、第9話）、高田宏治（第3話）、志村正浩（第3話）、小森名津（第4話）、鈴木則文（第5話）、藤井邦夫（第7話）、藤原嘉子（第8話）
- 音楽：小六禮次郎
- 撮影：津田宗幸、北坂清
- 美術：井川徳道、秋好泰海、吉澤祥子
- 照明：沢田敏夫、釜田一、吉井和夫、赤松均
- 録音：田中峯生、伊藤宏一、平井清重
- 編集：矢島稔之
- 助監督：南光（第1話、第2話）、藤原敏之（第3話、第4話）、渡辺譲（第5話、第6話）、平田博志（第7話）、長岡鉦司（第8話、第9話）
- 記録：黒川京子、森村幸子、藤原凪子
- 整音：栗山日出登
- 装置：伊吹誠
- 装飾：三木雅彦
- 背景：西村三郎
- 小道具：高津商会
- 騎馬：岸本乗馬センター
- 衣裳：古賀博隆、下村千里
- かつら：山崎かつら
- 美粧・結髪：東和美粧
- 擬斗：菅原俊夫
- 和楽監修：中本哲
- 選曲：桜田佳美
- VTR編集：高見正和
- 現像：IMAGICA（表記はIMAGICA Lab.のロゴ）
- 広報担当：保坂正紀（テレビ朝日）
- 演技事務：田中孝宏
- スチール：入江信隆
- 進行主任：清水圭太郎、野口忠志、西秋節生、藤井雅朗
- 協力：京都 大覚寺、石川県立歴史博物館、摂津峡 山水館（第2話）、大津市 ふれあいのもり（第4話）、京呉服悉皆業 宮下商店（第8話）、東映太秦映画村、東映俳優養成所
- 監督：齋藤光正（第1話～第2話、第8話～第9話）、原田雄一（第3話～第4話）、上杉尚祺（第5話～第6話）、石川一郎（第7話）
- 制作：テレビ朝日、東映

## 放映リスト
| 話数 | サブタイトル                            | 脚本              | 監督     | 主なゲスト | 放送日         |
| ---- | --------------------------------------- | ----------------- | -------- | --- | -------------- |
| 1    | 美女と七人の盗賊 戦は頭でするものよ     | 野上龍雄          | 齋藤光正 | おえん：一色采子 松助：織本順吉 お糸：及森玲子 宇沢藤兵衛：伊藤敏八 荒戸伝兵衛：井上高志 佐吉：角田英介 庄兵衛：園田裕久 お新：藤田むつみ おみね：藤岡好美 由松：広瀬義宣 ：泉裕介 ：峰蘭太郎 ：白井滋郎 ：藤沢徹夫 ：神大介 ：西山清孝 ：大矢敬典 ：畑中伶一 ：江原政一 ：窪田弘和 ：上野秀年 ：前川恵美子 ：上田こずえ ：丹羽美奈子 ：花咲はじめ ：石野理央 ：塩賀淳平 | 1999年10月21日 |
| 2    | 消えた三百両!? 老人力をなめるなよ       | 塙五郎            | 齋藤光正 | 岩間主水：大出俊 近藤右太衛門：山田吾一 西海屋：鶴田忍 磯部帯刀：鷲生功 板垣頼母：津村鷹志 近藤市之進：伊東貴明 お静：竹本聡子 草壁久馬：北村晃一 八助：岩尾正隆 権堂：関根大学 供侍：村田宏 彦造：疋田泰盛 新庄：芳野史明 新之助：岡田翔太 盗賊：青木哲也 盗賊：おくのまさかず                                                                                          | 1999年10月28日 |
| 3    | 鬼の十手持ち あの娘の目を治したい!      | 高田宏治 志村正浩 | 原田雄一 | 鬼の弥吉：石立鉄男 お島：日下由美 お雪：前田亜季 赤牛の闇太郎：草薙良一 赤牛の仁蔵：木村栄 常徳：井上博一 虎吉：野口貴史 松蔵：掘正彦 芸者：谷野千佳子 木下：笹木俊志 赤牛の三次：河本忠夫 ：辻本一樹 ：下元佳好 ：山本容子 ：中川峰男 | 1999年11月4日  |
| 4    | 一升飯を食う女 腹が減っては仇討ちできぬ | 小森名津          | 原田雄一 | 松波多加：森下涼子 山辺一蔵：佐野圭亮 有馬頼母：亀石征一郎 倉田屋佐七：原田清人 松波弥助：藤田宗久 杉山十内：遠藤征慈 吉次：柴田耕作 山辺藤衛門：須永克彦 ：波多野博 ：有島淳平 ：北村明男 ：松田吉博 ：松原健司 ：司裕介 ：細川純一 ：床尾賢一 ：藤枝政巳 ：西村龍弥 ：富永佳代子 ：山本道俊 ：岩須透 ：渋谷めぐみ ：富平和馬                                           | 1999年11月11日 |
| 5    | 娘を捨てた母 越すに越されぬ大井川       | 鈴木則文          | 上杉尚祺 | おれん：赤座美代子 おきぬ：三船美佳 清太郎：柴田光太郎 松葉屋助左衛門：睦五朗 大槻軍太夫：石山律雄 泉屋宗兵衛：児玉謙次 堂本源九郎：石倉英彦 高崎右近：福本清三 巳之吉：有川正治 権造：村田宏 ：藤沢徹夫 ：疋田泰盛 ：木下通博 ：宮本博光 ：小峰隆司 ：石川栄二 ：山口幸晴 ：西村正樹                                                                                    | 1999年11月18日 |
| 6    | 狙われた三万石! 虎の威を借る狐狩り      | 塙五郎            | 上杉尚祺 | 宗方総十郎：江藤潤 お吟の方：北原佐和子 皆川監物：橋本功 西岩采女：和崎俊哉 貝沼左内：伊藤高 島田寅蔵：倉田健 楓の局：杉本美穂 畠山：大竹修造 片桐：桂茶がま ：真砂京之介 ：湯口和明 ：須賀章 ：石井洋充 ：井上紀子 | 1999年11月25日 |
| 7    | 無理難題お茶壷道中 麿が関白でおじゃる!  | 藤井邦夫          | 石川一郎 | 近衛綾麿：藤村俊二 お琴：小松千春 柏屋伝兵衛：笹野高史 矢崎慎之介：東根作寿英 水野図書：遠藤憲一 今井宗春：大河内浩 ：朝良晃三 ：岡田和範 ：窪田弘和 ：西真由美 ：小坂和之 ：鈴川法子 ：丹羽美奈子 ：新村あゆみ ：小野亮子 舞踊振付：藤間紋藏 | 1999年12月2日  |
| 8    | 据え膳食わぬは男の恥! されど自信が…     | 野上龍雄 藤原嘉子 | 齋藤光正 | 万寿院：奈良富士子 神崎求馬：竹本孝之 おみち：佐藤友紀 西尾外記：川合伸旺 坂井頼母：中田浩二 長次：頭師佳孝 橘屋徳兵衛：西園寺章雄 万寿院の侍女：藤田むつみ ：柴田善行 ：羽村英 ：峰蘭太郎 ：松田吉博 ：杉山幸晴 ：木谷邦臣 ：遠山金次郎 ：河合綾子 ：上田こずえ ：岩須透                                                                                                | 1999年12月9日  |
| 9    | 花のお江戸の大勝負 人生は七転び八起き   | 塙五郎            | 齋藤光正 | 片桐刑部：丹波義隆 関屋孫之丞：潮哲也 今井兵庫：篠塚勝 お蓮：遠藤真理子 お登勢：鈴鹿景子 赤座：正希光 佐吉：芝本正 進藤惣右衛門：楠年明 道庵：春次賢太朗 助手の女：春次美希子 峯山：入江毅 ：藤沢徹夫 ：有島淳平 ：河本タダオ ：上野秀年 ：稲田龍雄 ：高橋弘志 ：岡田和範 ：西村龍弥                                                                                     | 1999年12月16日 |